# النهر المظلم (فلم 1952)
النهر المظلم هو فيلم درامي أرجنتيني تم إصداره عام 1952 من إخراج هوغو ديل كاريل وبطولة ديل كاريل وأدريانا بينيتي وراؤول ديل فالي وهو مقتبس من رواية ألفريدو فاريلا تدور القصة حول استغلال الفاوانيين والفيلم يحمل رسالة شعبوية ترتبط بتعاطف المخرج مع البيرونية .  وحصل الفيلم على جائزة الكوندور الفضية لأفضل فيلم

## روابط خارجية
- Dark River  في قاعدة بيانات الأفلام على الإنترنت (بالإنجليزية)